# Misuku
Misuku (ang. Misuku Hills) – pasmo górskie w północnym regionie Malawi.
Wzgórza Misuku leżą w pobliżu północnej granicy Malawi. Graniczą od północy rzeką z Songwe, która stanowi północną granicę Malawi z Tanzanią; góry Umalila w Tanzanii leżą na północ od Songwe.
Wzgórza Misuku rozciągają się na długości 25,7 km w kierunku wschód-zachód. Najwyższym punktem jest szczyt górski Matipa, który osiąga 2124 metrów nad poziomem morza. Pozostałe szczyty górskie to Ibanda, Misuku, Mugesse, Mugofi.
Klimat jest wilgotny i subtropikalny. Średnia temperatura wynosi 21 °C. Najcieplejszym miesiącem jest listopad z temperaturą 28 °C, a najzimniejszym kwiecień z temperaturą 18 °C. Średnie opady wynoszą 1768 milimetrów rocznie. Najbardziej mokrym miesiącem jest marzec, z 395 milimetrami deszczu, a najsuchszym sierpień, z 9 milimetrami.
Na najwyższych grzbietach wzgórz żyją dwie enklawy wiecznie zielonych lasów górskich. Zajmują dwa równoległe grzbiety biegnące z północnego zachodu na południowy wschód, oddzielone kilkoma kilometrami gruntów uprawnych. Lasy na grzbiecie Matipa-Wilindi zajmują powierzchnię 2400 ha, na wysokości od 1700 do 2050 metrów. Lasy Mughese zajmują około 720 ha, na wysokości od 1600 do 1880 metrów. Lasy ustępują miejsca łąkom górskim wzdłuż grzbietu.